# Eudonia torodes
Eudonia torodes là một loài bướm đêm trong họ Crambidae.